# Expurgo de Pride
Expurgo de Pride (em inglês: Pride's Purge) é o nome comumente dado a um evento que ocorreu em 6 de dezembro de 1648, quando soldados impediram que membros do Parlamento considerados hostis ao New Model Army entrassem na Câmara dos Comuns da Inglaterra.
Apesar da derrota na Primeira Guerra Civil Inglesa, Carlos I manteve um poder político significativo. Isso permitiu que ele criasse uma aliança com escoceses Covenanters e moderados parlamentares para restaurá-lo ao trono inglês. O resultado foi a Segunda Guerra Civil Inglesa de 1648, na qual foi derrotado mais uma vez.
Convencidos de que apenas sua remoção poderia encerrar o conflito, comandantes seniores do New Model Army assumiram o controle de Londres em 5 de dezembro. No dia seguinte, soldados comandados pelo coronel Thomas Pride excluíram à força do Longo Parlamento aqueles parlamentares vistos como seus oponentes e prenderam 45.
O expurgo abriu caminho para a execução de Carlos em 30 de janeiro de 1649 e o estabelecimento do Protetorado em 1653; é considerado o único golpe de estado militar registrado na história inglesa.